# Stenbitsjön, Lappland
Stenbitsjön är en sjö i Vilhelmina kommun i Lappland och ingår i Ångermanälvens huvudavrinningsområde. Sjön har en area på 0,286 kvadratkilometer och ligger 527,5 meter över havet.

## Delavrinningsområde
Stenbitsjön ingår i det delavrinningsområde (722597-151477) som SMHI kallar för Mynnar i Vojmsjön. Medelhöjden är 554 meter över havet och ytan är 14,21 kvadratkilometer. Räknas de 5 avrinningsområdena uppströms in blir den ackumulerade arean 47,29 kvadratkilometer. Baksjöbäcken som avvattnar avrinningsområdet har biflödesordning 3, vilket innebär att vattnet flödar genom totalt 3 vattendrag innan det når havet efter 382 kilometer. Avrinningsområdet består mestadels av skog (94 procent). Avrinningsområdet har 0,29 kvadratkilometer vattenytor vilket ger det en sjöprocent på 2 procent.